# The Cat Empire
The Cat Empire is een muziekband bestaande uit zes leden, uit Melbourne (Australië). Hun geluid wordt vaak beschreven als een mix van jazz, funk en rock met sterke latin invloeden. Zelf noemen ze hun stijl Live Australian Music, om aan te geven dat hun muziek misschien wel wortels heeft in verschillende stijlen, maar echt een Australisch product is.
De band bestaat uit Ollie McGill (toetsen en achtergrondzang), Ryan Monro (bassist en achtergrondzang), Felix Riebl (zang en percussie), Harry James Angus (zang en trompet), Will Hull-Brown (drummer) en Jamshid "Jumps" Khadiwhala (draaitafel en percussie).
Centraal thema in hun muziek is de afwijzing van het materiële, oorlog en intolerantie naast een enthousiaste omarming van culturele diversiteit en het simpele zorgvrije bestaan.
De naam en haar herkenbare logo, een kattenoog met kroon, zijn ontworpen door de jongere broer van Felix Riebl, Max Riebl.

## Het begin
The Cat Empire begon als een trio met Olliver McGill op toetsen, Felix Riebl (percussie en zang) en Ryan Monro op bas. Eind 1999 speelden ze meerdere optredens verspreid over Melbourne. In 2001 werd de band uitgebreid met Harry James Angus op trompet, Will Hull-Brown op drums en Jamshid "Jumps" Khwadiwhala als dj.
Begin 2001 trad de band op in de Spiegeltent tijdens het Melbourne Festival. De band bereidde een eigen single getiteld "Feline" voor (plus een ep "Live at Adelphia") aan het eind van dat jaar. Begin 2002 trad de band meerdere keren op tijdens het Adelaide Festival of Arts. Later dat jaar waren ze de belangrijkste artiesten van het Melbourne International Comedy Festival en het St Kilda Film Festival in maart.
De band begon aan zijn eerst buitenlandse tournee door de westkust van de VS, waar ze in de Matrix in San Francisco voor een uitverkochte zaal speelden. Ze kregen een Music for the Future-toelage voor de opname van "The Sun" in de Adelphia Studio in Melbourne voor ze naar het Edinburgh Festival in Schotland vertrokken voor 16 opeenvolgende optredens in de Late'n'Live Show tussen drie en vijf in de ochtend. De band keerde terug naar Melbourne voor het 2002 Melbourne Festival en meerdere uitverkochte zalen aldaar.

## Opnames
Het debuutalbum nam de band op met producer Andy Baldwin in de Sing Sing Studios in Melbourne. Gedurende zeven maanden namen ze dertien nummers op. Tussen de opnames door toerden ze door Australië. Zo speelden ze onder andere op het St Kilda Festival en het Byron Bay Blues & Roots Festival in april 2003. De band werd voor twee categorieën genomineerd tijdens de Australian Jazz Awards. 
De band werd getoond in een uitzending van BBC Television 4 tijdens het 2003 WOMAD-festival waar de band optrad. Hun nummer "Two Shoes" werd regelmatig gedraaid op BBC Radio 1 in augustus 2003. De groeiende reputatie van de band, zowel live als in recensies gaf hen een goede onderhandelingspositie om de platenmaatschappijen te benaderen voor een platencontract van hun zelf bekostigde debuutalbum midden 2003 De band tekende een contract met EMI Virgin Records.
De eerste single "Hello" werd oktober 2003 uitgebracht met een clip die clip van de week was op Channel V, nog voor Justin Timberlake. The Cat Empire kwam uit in november 2003, en kwam op 20 binnen in de ARIA Top 50, en werd door Triple J uitgeroepen tot album van de week. Optredens in Rove (Live) met Rove McManus en in The Panel op Network Ten zorgden dat in december 2003 het gouden album bereikte. "Hello" eindigde op de 6e plaats in de Triple J Hottest 100 van 2004, "Days Like These" eindigde op 37 en "The Chariot" op nummer 100. De band sloot 2003 af met optredens op grote festivals als Homebake, Falls Fastival en het Woodford Folk Festival voordat ze op nieuwjaarsavond optraden op het Federation Square in Melbourne.
"Days Like These" was de tweede single die de ARIA single top 40 bereikte begin 2004. Daarnaast traden ze op in Sydney en Melbourne naast Ozomatli en waren ze de finale van het hoofdpodium van het Byron Bay Blues & Roots Festival. Ook waren ze de supportact van James Brown tijdens diens tournee door Australië. Hun derde single kwam in mei 2004 ook in de Aria top 40.
In april 2005 bracht The Cat Empire zijn tweede album uit, Two Shoes. Dit album dat in de Cubaanse hoofdstad Havana was opgenomen, bevatte zowel nummers uit hun beginperiode als enkele nieuwe nummers. Hun eerste single van dit album, "Sly", kwam uit in maart 2005. Het album kwam binnen op nummer 1, iets dat zelfs Coldplay niet voor elkaar kreeg met hun langverwachte album van 2005. De nieuwe nummers hadden een duidelijkere latino-invloed, en ook Angus' aandeel in de nummers was toegenomen.
The Cat Empire heeft twee dvd's uitgebracht. De eerste, On the Attack, kwam uit in september 2004, en hun tweede, Two Shoes, verscheen in oktober 2005. Op de bonusschijf van On the Attack is ook Angus' Franse versie van Hotel California van de Eagles.

## The Cat Empire in Nederland
- Juli en augustus van 2004 toerde de band door Europa en speelde in Nederland in de Melkweg, Amsterdam en het jazz festival in Groningen. Tijdens deze tournee brachten ze ook een speciaal tourneealbum uit: Touring Europe and the UK, 2004.
- Ook in 2005 toerde de band door Europa, hoewel ze niet in Nederland kwamen, speelden ze volle zalen in Edinburgh, Cambridge, Londen, Lucerne en andere plaatsen door heel Europa.
- In juni 2006 maakte de band wederom een tournee door Europa waarin ditmaal ook Nederland werd bezocht.
- Tijdens Oerol 2007 gaf de band een optreden op het groene strand, en ook stond de band op Festival Mundial in Tilburg. Op 29 november 2007 traden ze op voor een uitverkochte Melkweg te Amsterdam.
- Dit succes werd herhaald op 13 juli 2009 in een wederom uitverkochte Melkweg.
- Op 13 oktober 2010 stond de band voor het eerst in een uitverkocht Paradiso te Amsterdam. De jaren daarop keerde de band steeds in het najaar terug voor een optreden in Paradiso. In 2011 traden ze twee dagen achter elkaar op (2 en 3 november 2011), waarbij beide shows uitverkocht waren.
- Op 12 december 2012 stonden ze wederom in Paradiso, ditmaal voor één (wederom uitverkocht) concert.
- Op 13 november 2013 zal de band een optreden geven in de Heineken Music Hall, als onderdeel van hun 'Steal The Light World Tour 2013'. Deze tournee is ter gelegenheid van de lancering van hun vijfde studioalbum en zal hun grootste wereldtournee ooit zijn.
- In 2014 trad de band op tijdens het Lowlands-festival.

## Bandleden
In 2008 bestond The Cat Empire uit:
- Ollie McGill (piano, keyboard, blokfluit, achtergrondzang)
- Ryan Monro (basgitaar, achtergrondzang)
- Felix Riebl (zang, percussie)
- Harry James Angus (trompet en zang)
- Will Hull-Brown (drums)
- Jamshid "Jumps" Khadiwhala (draaitafels, tamboerijn)

Vaak ondersteund door The Empire Horns:
- Ross Irwin (trompet)
- Kieran Conrau (trombone)
- Carlo Barbaro (saxofoon)

en op verschillende nummers zijn de volgende artiesten te horen:
- Jesus "Aguaje" Ramous (trombone)
- Yauren Muniz (trompet)
- Javier R Zalba Suarez (baritonsaxofoon)
- Idania Valdes (achtergrondzang)
- Maritza Montero (achtergrondzang)
- Virgillio Valdes (achtergrondzang)
- Alyssa Conrau (viool)
- Georgina Cameron (viool)
- Kristy Conrau (cello)
- Max Riebl (trompet, sopraan zang)
- Jorge Yoandi Moline (conga)
- Arnado Valdes Perez (timbalen)
- Julie O'Hara (zang)
- Su-Ying Aw (altviool)
- Robert John (viool)
- Mark Zorz (viool)
- Leah Hooper (cello)

Tijdens concerten treden soms tevens The Empire Dancers op :
- Fay Khadiwhala
- Anthony
- Carlos

## Discografie

### Albums
- Live @ Adelphia (2001)
- The Sun (2002)
- The Cat Empire (2003) - nr. 15 in Australië
- Tapes, Breaks and Out-Takes (2003)
- Touring Europe and the UK, 2004 (2004)
- On the Attack (2004)
- Two Shoes (2005) - nr. 1 in Australië
- Cities (2006)
- So Many Nights (2007) - nr. 2 in Australië
- Live on Earth (2009)
- Cinema (2010)
- Steal the Light (2013)
- Rising with the Sun (2016)
- Stolen Diamonds (2019)

### Singles
- "Hello" (2003) - nr. 12 in Nieuw-Zeeland
- "Days Like These" (2004) - nr. 37 in Australië
- "The Chariot" (2004) - nr. 34 in Australië
- "One Four Five" (2004)
- "Sly" (2005) - nr. 23 in Australië
- "The Car Song" (2005) - nr. 46 in Australië
- "Two Shoes" (2005)
- "No Longer There" (2007)
- "Brighter Than Gold" (2013)

## Hitnoteringen

### Albums
| Album met eventuele hitnotering(en) in de Nederlandse Album Top 100 | Datum van verschijnen | Datum van binnenkomst | Hoogste positie | Aantal weken | Opmerkingen |
| ------------------------------------------------------------------- | --------------------- | --------------------- | --------------- | ------------ | ----------- |
| Steal the Light                                                     | 2013                  | 25-05-2013            | 88              | 3            |             |

### Singles
| Single met eventuele hitnotering(en) in de Nederlandse Top 40 | Datum van verschijnen | Datum van binnenkomst | Hoogste positie | Aantal weken | Opmerkingen |
| ------------------------------------------------------------- | --------------------- | --------------------- | --------------- | ------------ | ----------- |
| Brighter than Gold                                            | 2013                  | 30-03-2013            | 33              | 2            |             |

| Single met hitnotering(en) in de Vlaamse Ultratop 50 | Datum van verschijnen | Datum van binnenkomst | Hoogste positie | Aantal weken | Opmerkingen |
| ---------------------------------------------------- | --------------------- | --------------------- | --------------- | ------------ | ----------- |
| Brighter than Gold                                   | 2013                  | 13-04-2013            | tip4            | -            |             |